# Jackie Cruz
Pour les articles homonymes, voir Cruz.
Jackie Cruz est une actrice, musicienne et ancien mannequin américaine née le 8 août 1986 à New York. 
Elle se fait connaître par le rôle de Marisol « Flaca » Gonzales dans la série télévisée de Netflix, Orange Is the New Black (2013-2019).

## Biographie

### Jeunesse et formation
D'origine dominicaine, Jackie Cruz est élevée par sa mère, elle rencontre son père pour la première fois alors qu'elle est âgée de 23 ans. 
À 16 ans, elle est victime d'un accident de la route qui la plonge dans le coma pendant 72 heures. À son réveil, elle doit réapprendre à marcher.

### Carrière

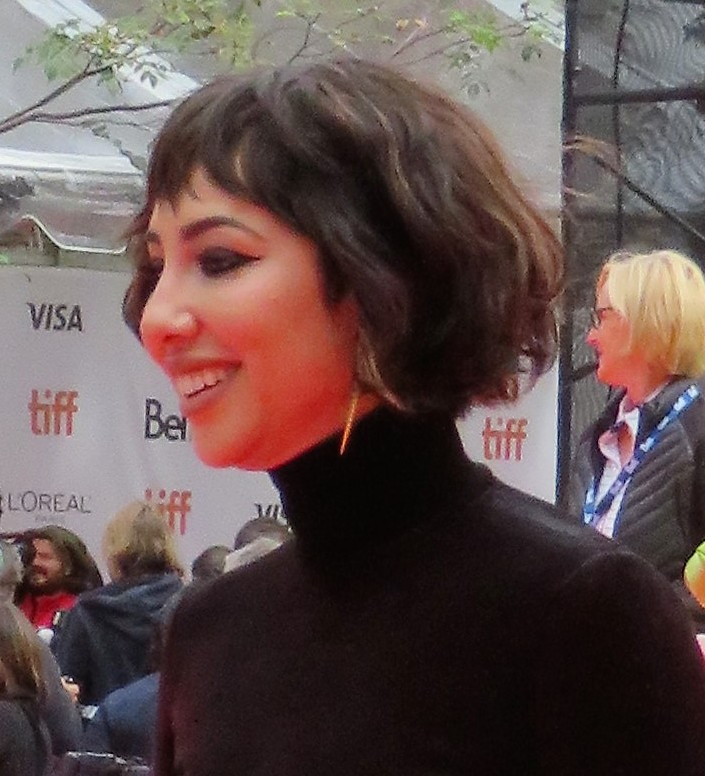
Lors de l'avant-première du film This Changes Everything au Festival international du film de Toronto 2018.

Après des débuts discrets et quelques apparitions mineurs à la télévision, elle décroche le rôle de Marisol Gonzales, alias Flaca, dans Orange Is the New Black, la nouvelle série produite et diffusée par Netflix, à partir de 2013. C'est l'une des deux premières séries produites par Netflix avec House of Cards, elle rencontre un succès important, elle est l'une des séries les plus plébiscitées par le public et la critique de ces dernières années. Elle a, par exemple, remporté des prix lors de la cérémonie des Screen Actors Guild Awards et lors des Emmy Awards (l'équivalent des Oscars pour la télévision). La série est considérée comme un show peu conventionnel qui libère les clichés sur les femmes et l'univers carcéral.
Pendant le tournage des deux premières saisons d'Orange Is the New Black, elle travaille comme serveuse dans un restaurant de New York pour subvenir à ses besoins,. Jackie Cruz est ensuite promue membre de la distribution régulière, à partir de 2015. 
En 2018, elle sort son premier album Hija de Chavez et lance sa maison de production cinématographique Unspoken Film, qui veut ouvrir les portes aux femmes de la diversité ethnique dans le monde du cinéma.
En 2019, sort la septième et dernière saison d'Orange Is the New Black qui connaît un large succès. La même année, elle rejoint le cast de Good Girls.

### Vie privée
Ancienne sans domicile fixe, elle collabore avec l'association Hoodies for Homeless fondée par Tavis Eaton du groupe Push Method qui s'occupe des enfants dans le besoin.

## Filmographie

### Cinéma

#### Longs métrages
- 2016 : 13 Steps de Ivan Godoy Priske et Michelle Godoy Price : Izar
- 2020 : Tremors: Shrieker Island : Freddie
- 2020 : Célibataire cherche l'amour de Chris Riedell et Nick Riedell : Nessa Jennings
- 2021 : Lansky d'Eytan Rockaway : Dafne
- 2021 : La Proie (Midnight in the Switchgrass) de Randall Emmett : Suzanna
- 2022 : Panama de Mark Neveldine : Cynthia

prochainement
- Faraway Eyes de Harry Greenberger : Susan
- Clevand. de Danny Ward : Erika

#### Courts métrages
- 2015 : The Lonely Whale de Sophie Tabet
- 2020 : Célibataire cherche l'amour : Nessa Jennings

### Télévision

#### Séries télévisées
- 2007 : The Shield : Graciela (1 épisode)
- 2008 : Mon meilleur ennemi : Petite amie de Mendez (1 épisode)
- 2009 – 2010 : Kourtney & Khloé Take Miami[11] : Elle-même
- 2013 – 2019 : Orange Is the New Black : Marisol "Flaca" Gonzales (82 épisodes)
- 2014 : Unforgettable : Maria Torres (1 épisode)
- 2016 : Blue Bloods : Rosa Alvarez (1 épisode)
- 2019: Goods Girls: Rhea

## Distinctions
Sauf indication contraire ou complémentaire, les informations mentionnées dans cette section proviennent de la base de données IMDb.

### Récompenses
- 21e cérémonie des Screen Actors Guild Awards 2015 : meilleure distribution pour une série télévisée comique dans Orange Is the New Black
- 22e cérémonie des Screen Actors Guild Awards 2016 : meilleure distribution pour une série télévisée comique dans Orange Is the New Black
- 23e cérémonie des Screen Actors Guild Awards 2017 : meilleure distribution pour une série télévisée comique dans Orange Is the New Black

### Nominations
- 24e cérémonie des Screen Actors Guild Awards 2018 : meilleure distribution pour une série télévisée comique dans Orange Is the New Black